# Juan Peyró Urrea

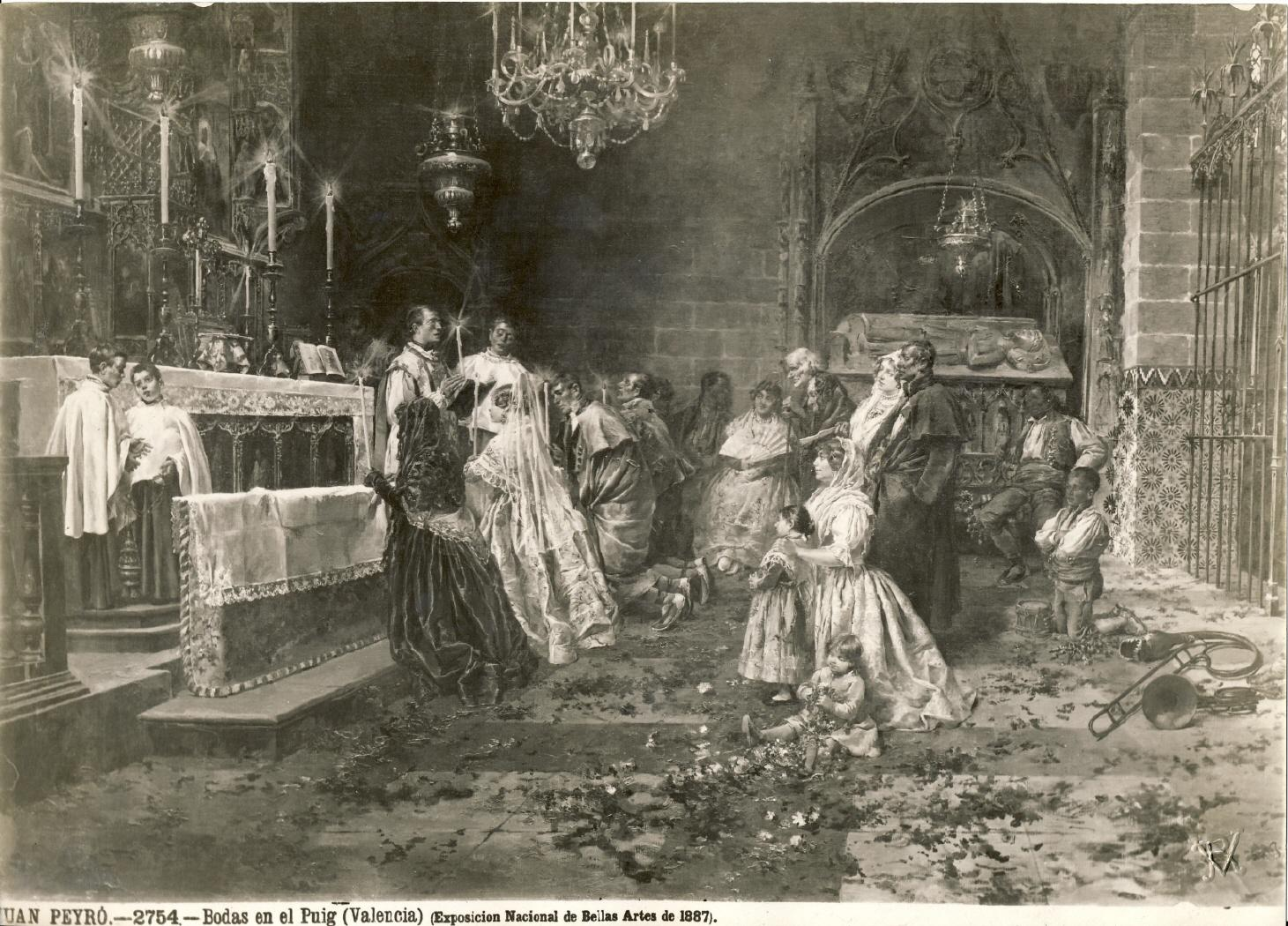
Bodas en el Puig, Exposición Nacional de Bellas Artes, 1887. Fotografía en B/N procedente del Archivo Laurent

Juan Peyró Urrea (Villanueva del Grao, 1847-Valencia, 1924) fue un pintor español de historia, escenas costumbristas y retratos.
Tras iniciar estudios de arquitectura a instancias de su padre, fue discípulo del pintor Francisco Domingo Marqués en la Escuela de Bellas Artes de Valencia. En 1867 marchó a Roma para proseguir sus estudios en la Academia Chigi, entrando en contacto con Mariano Fortuny. De regreso en España, en 1871, obtuvo tercera medalla en la Exposición Nacional de Bellas Artes por un lienzo titulado La lección de solfeo, adquirido por el duque de Bailén. Asiduo a las exposiciones nacionales a las que concurrió con óleos de motivo histórico como Alfonso X dictando las Partidas, o costumbristas como las Bodas en el Puig, en la de 1876 fue nuevamente premiado con una tercera medalla por La expedición a Cantavieja y en la de 1878 segunda medalla por el lienzo titulado ¡A las armas!, adquirido por el Estado al pintor en 1880 por 2000 pesetas con destino al Museo del Prado (en depósito en el Museo de Málaga).
Tras una nueva estancia en Roma en torno a 1882, se dedicó con preferencia a la enseñanza de la pintura como profesor en la Escuela de Artes y Oficios de Valencia y en la Real Academia de Bellas Artes de San Carlos.